# Inloggad 2
Inloggad 2, stiliserat INLOGGAD 2, är svenska rapparen Havals andra album. Albumet släpptes den 10 juni 2022 och producerade av Manny Flaco. Rapparna Yasin, Dizzy, Macky och Rami gästar hans låtar i albumet. Albumet innehåller 10 låtar och toppade första plats på Sverigetopplistan.
| Nr           | Titel        | Längd |
| ------------ | ------------ | ----- |
| 1.           | ELDEN        | 2:49  |
| 2.           | FUNKTOWN     | 2:24  |
| 3.           | NATTEN       | 3:32  |
| 4.           | BANDOL       | 2:47  |
| 5.           | MARIA        | 2:59  |
| 6.           | FOREVER      | 2:22  |
| 7.           | WAR          | 2:24  |
| 8.           | PAKET        | 2:58  |
| 9.           | TJUVENS LAG  | 3:45  |
| 10.          | FLY          | 3:43  |
| Total längd: | Total längd: | 29:43 |